# Theretra walduckii
Theretra walduckii är en fjärilsart som beskrevs av Butler 1877. Theretra walduckii ingår i släktet Theretra och familjen svärmare. Inga underarter finns listade i Catalogue of Life.